# エルサレムをイスラエルの首都とするアメリカ合衆国の承認
エルサレムをイスラエルの首都とするアメリカ合衆国の承認（エルサレムをイスラエルのしゅととするアメリカがっしゅうこくのしょうにん）は、アメリカ合衆国のドナルド・トランプ大統領が2017年12月6日にエルサレムをイスラエルの首都として認識・承認した出来事である。これはアメリカの約70年にわたる外交政策の転換で、アメリカ大使館もテルアビブからエルサレムに移転する計画を命じている。認識を示した後、エルサレム大使館法のもと大使館放棄に署名、テルアビブからエルサレムへの大使館の移転する計画を少なくとも6ヶ月遅らせた。ベンヤミン・ネタニヤフ首相はこの決定を歓迎、称賛した。2018年2月23日、国務省は新たな大使館が5月に開設されると発表した。
この決定は欧州連合（EU）共通外交・安全保障政策をはじめとする多くの国際機関・国の首相・大統領によって批判された。国際連合安全保障理事会でもアメリカ合衆国連邦政府の決定を非難するよう提案されたが、14対1の票決後にアメリカ政府は常任理事国として拒否権を行使した。国連総会は後にトランプ大統領を非難する国際連合総会決議ES-10/L.22には128対9で、35カ国が棄権している。
この決定はヨルダン川西岸地区とガザ地区のパレスチナ人の憤怒、パレスチナ人によるデモ活動をもたらした。2017年12月25日にサラフィー主義団体はイスラエルに向けて約30発のロケット弾を発射、その約半数がガザ地区に着弾した。アシュケロンとスデロット付近で2人が財産面で軽微な被害を受け、ハマースは攻撃の責任のあるサラフィー主義者を処理した。
イスラエル独立宣言70周年にあたる2018年5月14日、在エルサレムアメリカ合衆国総領事館の旧所在地にあたるエルサレムのアルノナにアメリカ大使館を開館した。

## 背景
1948年にイスラエルの建国が宣言されると、アメリカ政府はこれを新しい国家であると認定したが、エルサレムのために国際的体制の確立が望ましいと考え、最終的な社会的地位は交渉を通して解決された。アメリカは1949年のイスラエルによるエルサレム首都宣言と1950年に発表したエルサレムを第2の首都とするヨルダンの計画に反対したアメリカは1967年の戦後、イスラエルの東エルサレムの併合にも反対している。アメリカはエルサレムの将来は和解における主役にあるべきだという立場を公式なものとしている。以降も政府はテルアビブからエルサレムまでアメリカ大使館を移転することにより、エルサレムの将来が、交渉が妨げられる可能性のある一方的な行動の対象ではないという立場を維持した。
1992年アメリカ合衆国大統領選挙中、民主党候補のビル・クリントンは政権がイスラエルの首都としてエルサレムを支持するとして約束するとともに、イスラエルの主権はエルサレムに繰り返し障害が出ているとして共和党のジョージ・H・W・ブッシュ大統領を非難した。しかし、1993年のオスロ合意の後、クリントン政権はイスラエルとパレスチナ人の交渉妨害をしない体で計画を進めていない。
1995年、エルサレム大使館放案が議会を通過、エルサレムはイスラエルの首都として認識されるべきだと明言した。同法はアメリカの大使館が5年以内にエルサレムに移転しなければならないものであると述べた。同法の支持はアメリカ国内の政治を反映していると見なされた。クリントン大統領はエルサレム大使館法に反対、6ヶ月毎に延期に延期を重ねていった。
2000年の大統領選挙運動で共和党候補のジョージ・W・ブッシュは民主党政権のクリントン大統領が約束通りに大使館を移動していないことを批判、クリントンが選ばれるならクリントンは自分自身に向けた計画を開始するつもりだろうと述べたが、ブッシュ大統領が就任するとクリントンの約束事を支持した。
2008年アメリカ合衆国大統領選挙において、民主党のバラク・オバマ候補者はエルサレムをイスラエルの首都であると呼んだ。2008年6月4日、オバマ大統領はエルサレムはイスラエルの首都として完全堅持されるべきであるとの民主党の意向を受けて指名され、初の外交政策スピーチでアメリカのイスラエル広報委員会（AIPAC）に語った。そのすぐ、オバマ大統領はこれらの問題の解決に向けた交渉は明らかに当事者となるだろうし、エルサレムもその交渉の一部になるだろうと述べている。
2016年アメリカ合衆国大統領選挙で、共和党のドナルド・トランプ候補は選挙公約の1つに「イスラエルのテルアビブからエルサレムへのアメリカ大使館の移転」を掲げており、それについて「永遠なるユダヤ人の中心」と述べた。2017年6月1日、ドナルド・トランプ米国大統領はエルサレム大使館法を放棄する文書に署名、1995年以降の大統領と同様にエルサレムへの移転を6ヶ月遅らせた。ホワイトハウスはこれについて、「イスラエルとパレスチナ間の交渉の支援となり、後に約束された動きが訪れるだろう」と述べている。

## 発表
2017年12月6日、トランプ大統領はエルサレムをイスラエルの首都として正式に認め、「テルアビブからエルサレムへの大使館の移転」の方針を発表した。声明では東エルサレムを将来パレスチナ国家の首都とするかどうかには言及していないが、「エルサレムにおける国境を巡る紛争は解決していない」というのがアメリカの認識だと述べた。また、エルサレムの旧市街とその城壁群についても支援を明言した。発表後にトランプ大統領は大使館放棄の旨署名し、移転は少なくとも6ヶ月延期している。
トランプ大統領の発表後、駐トルコ、駐ヨルダン、駐ドイツ、駐イギリスのアメリカ大使館はイスラエルに旅行・在住しているアメリカ国民に対して警告・警報の発表に加え、暴力行為含む抗議活動が生じる可能性についても海外滞在中のアメリカ国民に警告した。エルサレムのアメリカ領事館は公務員のエルサレムの旧市街とその城壁群への移動を制限した。ヨルダンのアメリカ大使館は関係者について、首都を離れることを禁止し、職員の子供たちは学校から帰宅するよう呼びかけた。

### 米国務省の発言
レックス・ティラーソン米国務長官は後ほど米大統領の声明について、エルサレムの最終的な地位が明らかにされていないもので、両当事者に国境含む最終的な地位の交渉・決定が委ねられることが明らかであると述べた。米国務省の当局者は12月8日にアメリカにおけるエルサレムの扱いについて、実用的な変化が直ちに起こることはないと述べた。これはエルサレム出生の市民のパスポートに国名を記載しないというアメリカ政府の方針が含まれている。同日、デービッド・マイケル・サッターフィールド米国務次官補は現時点で米領事館の運営や米国民へのパスポート発行に関しては方針に変更はないと述べた。

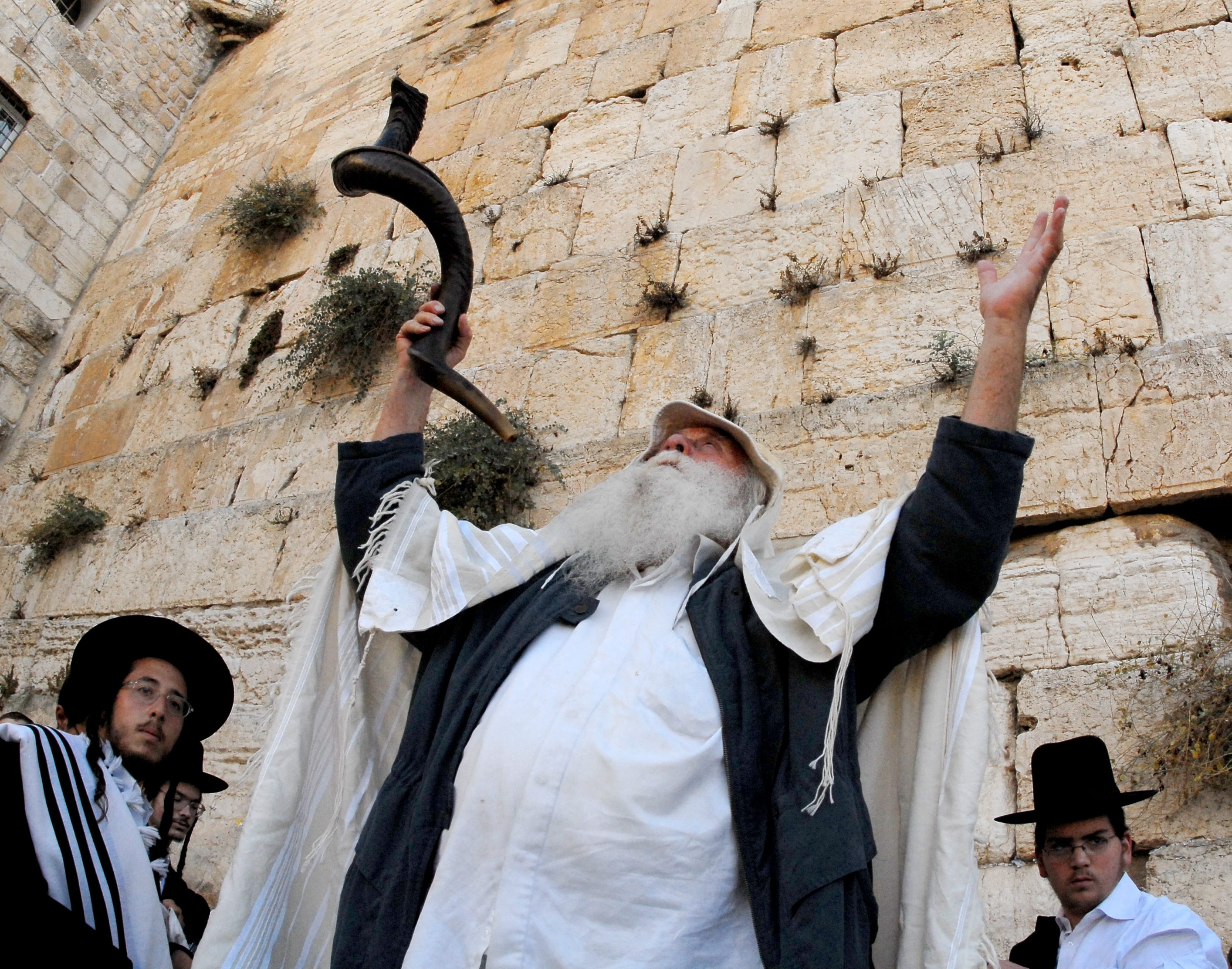
嘆きの壁に向けて祈っているイスラエル系ユダヤ人

ヘザー・ナウアート米国務次官は嘆きの壁のある国を問われると、「我々はエルサレムをイスラエルの首都として認識している」と述べた。

### アメリカ国内の反応

#### 元駐イスラエル大使
元駐イスラエル大使11人のうち9人が外交政策の転換を批判している。1959年から1961年に駐イスラエル大使を務めたオグデン・リードは「正しい決定だと思う」と述べており、1997年から1999年の駐イスラエル大使を務めたエドワード・S・ウォーカーは「エルサレムをイスラエルの首都とする認識を支持」しているが、「イスラエルとパレスチナの最終的な境界について疑問」を呈していた。ダニエル・C・クルツァーは」「アメリカが国際的に孤立する可能性」を指摘し、リチャード・ジョーンズは「大使館の移転により暴力行為が深刻化する懸念」を表明した。マーティン・インダイク始め数人の元駐イスラエル大使は「イスラエルの首都として西エルサレムを受け入れ、東エルサレムをパレスチナの首都として認めることに同意する」と述べた。

#### キリスト教
米国キリスト教会協議会（NCC）は38もの異なる宗派を代表して、「承認が紛争悪化に繋がり犠牲者が増す可能性が出てしまう」と述べ、キリスト教右派の福音主義団体はこの決定を支援した。
この動きは多くのアメリカの保守的な福音主義団体とアメリカによるイスラエルのためのキリスト教指導者であるジェリー・ファルエルとマイク・ハッカビーなどによって支援されていた。トランプ大統領の顧問の1人である福音主義者のジョニー・ムーアはトランプ大統領の承認ついて、支持している福音主義者の有権者の基盤を作る、1つの果たされた選挙公約になったと述べた。キリスト教徒とユダヤ人の国際共同活動の創設者イェチエル・エクスタインはこれを歓迎した。

#### ユダヤ機関
51のユダヤ機関と数多くの団体により構成されるアメリカの主要なユダヤ機関指導者協議会含むアメリカの著名なユダヤ組織の大半はこの動向について歓迎を表明した:アメリカ・イスラエル公共問題委員会・北米ユダヤ人連合・アメリカユダヤ人議会・アメリカユダヤ人委員会・アメリカハダサー女性シオニスト機関・正統派連合・アメリカの国立イスラエル若年者評議会
アメリカの保守派活動家やイスラエルなど、世界中の保守派活動家が「イスラエルの首都をエルサレム」として認識するアメリカの方針を「歓迎」した。正統派による正統派連合はアメリカ大使館をエルサレムへ移転する計画を始めるトランプ大統領の意向に感謝を述べた。
名誉毀損防止同盟はイスラエルとパレスチナ問題の解決法 (Two-state solution) を支援しながら、「承認について重要かつ長年の事案である」と認識している。アメリカ・イスラエル公共問題委員会は「エルサレムに対する支持」を表明しているが、「アメリカ大使館の移転についてはイスラエルとパレスチナ間の和平交渉の結果が判断出来ない」と述べた。アメリカシオニスト機構率いるモートン・クレインは「トランプ大統領は明らかに認めたものである」と述べた。サイモン・ウィーゼンタール・センターはトランプ大統領について「歴史に残る間違った決定である」と述べた。
ユダヤ人共和党連合は承認を「歓迎」している一方、ユダヤ教改革派は「不平等である」と「批判」、「紛争悪化の原因」になると述べた。次のように声明を発表している:エルサレムはイスラエル国民とユダヤ人にとって永遠の都であり、大統領は適切な時期にテルアビブからエルサレムへのアメリカ大使館の移転すべき理由について話すべきである
アメリカユダヤ人民主会議は「エルサレムをイスラエルの首都とする決定」に「支持」を表明したが、「故意にパレスチナとイスラエルの和平の維持を怠った」としてトランプ大統領を非難した。中東政策団体のJ Streetは」「承認は早すぎたもので、対立が生じる結果を招いてしまう」と述べた。また、J Streetと新イスラエル基金、改革派シオン主義団体のアメイヌは中東和平の妨害や暴動が発生する可能性について「懸念」を表明した。

#### 他の組織
2017年12月、北米のユダヤ学者130人以上がトランプ大統領の決定を批判、アメリカ政府に緊張感の解消及びエルサレムの将来におけるパレスチナの正当な権益を明らかにするよう求めた。ハアレツによると、ユダヤ人学者の多くはトランプ政権・現在のイスラエル政府を批判してきたという。
アメリカ・イスラム関係評議会とムスリム広報委員会を含むアメリカのムスリム公民権擁護団体は外交政策の転換について拒絶した。12月5日、ムスリムと異教徒、人権団体はホワイトハウスの周辺で抗議デモを行った。

## イスラエルとパレスチナの反応

### イスラエル
イスラエルのベンヤミン・ネタニヤフ首相はトランプ大統領の声明が発表された直後の12月6日、声明を歴史に残るような勇気のある決定と称賛し、イスラエルの首都をエルサレムとしない時の平和はないもので、70年近くにわたってイスラエルの首都であったと付け加えた。後にトランプ大統領の声明に対して非難されると、イスラエルに対するロケット攻撃や我々に対するひどい対立に対する非難は聞いたことがないと述べた。
クネセトではイェシュ・アティッド、ユダヤ人の家、イスラエル我が家、リクードの中道・左派・右派に肯定的な反応が見られた。アイザック・ヘルツォークは承認を歴史的正義と呼んだが、イスラエルとパレスチナの将来あるべき姿の実現に向けたことが求められると付け加えた。これとは対照的に、宗教シオン主義者でユダヤ人の家所属のベザレル・スモットリッチは次のように声明を発表した:30年間、我々は現実的な解決策としてパレスチナ国家の陥没に嵌り、時間は物事を再考するようになった。
シオニスト連合を率いるアヴィ・ギャベイはエルサレムをイスラエルの首都として認識するのは和平のために重要であるということからトランプ大統領の声明発表を支持している。
ユダヤ・トーラ連合で副教育大臣であるメイア・ポルシュは住宅供給を必要としているユダヤ・サマリア地区とエルサレムにとっては無意味な宣言よりは良いものであると述べた。ユダヤ・トーラ連合所属のイスラエル・イヒラーも同様な意見を表明、アメリカ大使館1棟よりも若い夫婦のための家1000棟が必要だろうと述べた。
対照的にメレツは承認は東エルサレムを首都とするパレスチナ国の建国に留まるべきで、トランプ大統領の承認は事実上シオニストとイスラエル建国における価値観の裏切りとなるものだと述べた。
アラブ系政党統一リスト所属のアイマン・オーデとハニーン・ゾービはアメリカはもう和平仲介者として行動できないと述べ、オデフはトランプ大統領について放火魔で、すべての地域を狂気で燃やす人だと述べた。

### パレスチナ自治政府とハマース
パレスチナ自治政府関係者は承認はアメリカが和平交渉に不向きであることを示していると述べた。ラーミー・ハムダッラー首相は外交政策の転換が和平交渉の破壊に繋がると述べた。マフムード・アッバース大統領は承認について、アメリカが和平仲介者としての役割を放棄することを意味していると語った。リヤード・アル＝マーリキー外相もアメリカは和平交渉における仲介者としての役割を果たすことができなかったと述べた。アドナーン・アル＝フサイニーはイスラム協力機構にエルサレムをパレスチナの首都として認めるよう求めた。
ハマースは新たなインティファーダの呼びかけを行い、わずかながらパレスチナ人がそれに応じた。
パレスチナ人はトランプ大統領の肖像画や像を燃やし、大使館移転に抗議してサルマーン・ビン・アブドゥルアズィーズとムハンマド・ビン・サルマーンの絵を引き裂いた。

### エルサレムに拠点を置くキリスト教教会
2017年12月6日、エルサレムのギリシャ正教会のエルサレム総主教であるセネフィロス3世は広くエルサレムで最も年長であるキリスト教の人物と考えられている。そのセネフィロス3世の動向を注視しているトランプ大統領に他の教会の司教12人が手紙を送った:「我々をエルサレム統一という目的から破壊的な分割へ深く遠く動かしたことで聖地には憎悪・対立・暴動・苦難の増した状況が与えられた」
セネフィロス3世は別として、手紙はエルサレムのローマ・カトリック教会のローマ教皇の行政官と同様にエルサレムのアルメニア使徒教会総主教・コプト正教会・シリア正教会・エチオピア正教会大主教の上層部のほか、フランシスコ会士やメルキト・ギリシャ典礼カトリック教会、マロン典礼カトリック教会、アルメニア典礼カトリック教会、シリア典礼カトリック教会、エルサレム・中東聖公会、ヨルダンと聖地の福音ルター派教会の総大司教/首座主教/監督も署名している。

## 国際社会の反応
エルサレムをイスラエルの首都として認めるトランプの決定は多くの国の大統領・首相から否定的な反応が見られた。ヨーロッパで承認に反対した国にはアメリカの同盟国であるイギリス・ドイツ・フランス・イタリアが含まれている。フランシスコは全世界が都市の現状を尊重することに傾倒しているままだという嘆願を述べた。中国は中東における緊張の潜在的拡大について注意を促した。

### 国際連合

#### 安全保障理事会
国連安全保障理事会は国連決議や国際法に違反しているとして、12月7日に緊急招集を行い、15人のうち14人がトランプ米大統領の決定を非難したが、アメリカ政府の支持なしに声明を発表することはできなかった。緊急招集はボリビア・イギリス・エジプト・フランス・イタリア・セネガル・スウェーデン・ウルグアイの政府代表団の要請で行われた。アメリカ国連大使のニッキー・ヘイリーは国連を「イスラエルと敵対する世界の機関の1つ」と呼んだ。イギリス・フランス・スウェーデン・イタリア・日本の政府代表団は緊急招集でトランプ米大統領の決定に批判した国々に含まれている。12月18日、安全保障理事会の「承認の承認を撤回する決議」がアメリカ政府代表団により拒否され、14対1となった。
トランプ大統領の承認前の2017年11月に国連総会では「エルサレムをイスラエルの首都」とするイスラエル政府の主張について、拒否する決議に賛成151カ国・反対6カ国・棄権9カ国で可決されていた。

#### 総会
12月21日に国連総会はアメリカ政府の決定を非難、他の国に対してエルサレムに外交施設の開設を自粛するよう命令を発するため、国連総会決議ES-10/L.22の投票を行い、結果は128対9と棄権35となった。アメリカと軍事的協力関係のある北大西洋条約機構（NATO）同盟国は決議の異議主張はしておらず、29カ国のうち25カ国が賛成に投票している。

### ヨーロッパ

#### 欧州連合
フェデリカ・モゲリーニ欧州連合外務・安全保障政策上級代表は「欧州連合（EU）加盟国の政府はエルサレム問題について、東エルサレムを首都とするパレスチナ国への責任を再確認した」ことを強調した。モゲリーニは都市の最終的な立場が争われている中で大使館をエルサレムに移動すべきではないと述べた。また、1980年にイスラエルが統一エルサレムを不可分かつ永遠の首都と宣言するエルサレム基本法の制定という形で東エルサレムの併合を宣言したことについては国際社会は安保理決議478によって国際法違反と見なすとした。12月11日、モゲリーニは欧州諸国はエルサレムに大使館を移転しないと述べた。

#### 欧州諸国の政党
ヨーロッパではエルサレムに対するトランプ米大統領の認識について反イスラム政治家からの支持を受けていた。チェコ共和国のミロシュ・ゼマン大統領は、「欧州は臆病者がする対応である」と述べた。反イスラム的なオランダの自由党党首のヘルト・ウィルダースは、「自由を愛する国々は大使館をエルサレムに移転してエルサレムへの支援をすべきである」と述べた。オーストリア自由党党首のハインツ＝クリスティアン・シェトラーヒェも同じく、「オーストリア大使館をエルサレムに移転すべきだ」と述べている。

### アラブとムスリム各国
サウジアラビアの国王であるサルマーン・ビン・アブドゥルアズィーズは、「エルサレムに大使館を移転しようものならイスラム教徒の目に余る挑発となるだろう」と述べた。エジプトのアブドルファッターフ・アッ＝シーシー大統領は「イスラエルとパレスチナ間の和平交渉の実行可能性」について同様の懸念を表明した。ヨルダン政府は「トランプ米国大統領は国際法および国連憲章に違反している」と述べた。トルコのレジェップ・タイイップ・エルドアン大統領は「イスラエルはテロ国家である」と述べた。
12月10日、アラブ連盟はエジプト・カイロで緊急会議を開催した。会談後、アハマド・アブルゲイト事務総長はアメリカの外交政策の転換は国際法違反であり、イスラエルの領土占領の合法化に繋がるとの声明を発表した。また、ゲイトはアメリカの和平交渉の公約について疑問を呈している。
イランはアメリカ政府の決定は国連決議違反にあたり、新たにインティファーダが生じる可能性を指摘した。レバノンのミシェル・アウン大統領は「米国の外交政策の転換は和平の道から逸脱するものである」と述べた。カタールのムハンマド・ビン・アブドゥッラフマーン・アール＝サーニー外相は「平和を求める人に対して死刑宣告を言い渡した」と述べた。インドネシアのジョコ・ウィドド大統領はこの決定を非難、アメリカ政府に再考するよう求めた。
12月13日、トルコ・イスタンブールで開催されたイスラム協力機構の会議では過半数を占める50カ国以上がエルサレムの自由に関するイスタンブール宣言を通過させるとともに東エルサレムを首都とするパレスチナ国の世界的な認知を求めた。パレスチナ自治政府のマフムード・アッバース大統領は首脳会談にて、アメリカは中東和平に加わることは適切ではなく、公正な交渉人として受け入れることは出来ないと述べた。主要国首脳会議で、イスラエルまたはアメリカに対する制裁が生じない間、ニューヨーク・タイムズはイスタンブール宣言についてトランプの決定に対する最も強硬な対応であると報じた。コプト正教会教皇アレクサンドリアのタワドロス2世はアメリカの決定に抗議、マイク・ペンス副大統領との会談を取り消した。コプト正教会はトランプの決定に対して数百万人のアラブ人の感情を考慮していなかったとの声明を発表した。

#### 聖戦主義者の運動
聖戦主義者は武装闘争を求めた。AQIMはアフリカ北部ですべての戦闘機をパレスチナ解放に集中させる声明を発表した。カシミールグループのアンサル・ガズワット＝ウル＝ヒンドはアメリカとイスラエルの大使館を攻撃、世界中のイスラム教徒に両国に財産面の利益で害を与えるよう呼びかけた。エジプトのハスム運動(en:Hasm Movement)は暴動を起こすよう求め、アラビア半島のアルカーイダはパレスチナ人に資金提供・武器の提供で支援するようイスラム教徒に呼びかけた。アフガニスタンのターリバーンはアメリカの大使館移転を反イスラム的な偏見であると述べた。ソマリアのアル・シャバブはイスラム教徒に武器で対応するよう呼びかけている。
ターリバーン及び過激派シーア派組織の指導者はアメリカに対する反対を表明した。ISILは12月8日に他の聖戦主義者のグループとアラブ指導者を非難した。また、紛争を政治に利用する敵対グループが自己主張にすぎないと非難、イスラエルのアラブ近隣諸国の敗北を主張したほか、イスラエルはブレスレットが手首を守るのと同じように聖戦に携わるイスラム・ゲリラ戦士の軍隊のストライキからユダヤ人を守ると述べた。

### 中国
中国は歴史的に東エルサレムを首都とするパレスチナ国を支持し、それはトランプの声明発表後も変わらないと述べた。声明発表後、中国国営メディアはアメリカとヨーロッパの同盟国間で承認に対する不支持と同承認に対するパレスチナの反対を強調した放送を長い時間続けたほか、中東における不安定・不透明の危険性を強調したニュースを報じた。一部の分析者は大使館の移転によりエルサレムの最終的な地位の交渉について、イスラエルがパレスチナに対して譲歩する可能性があると主張した。中国大使館は声明発表後にイスラエルがますます複雑・過激化する可能性があるとして旅行者に警告を発している。

### 他国・組織
ベネズエラのニコラス・マドゥロ大統領は非同盟諸国首脳会議のためにイスタンブールを訪れる前にトランプの承認について非合法的で許されない違法な承認であると国営テレビで発表した。
発表後、右翼シオニスト組織ベタル運動は神殿の丘とナーブルスとヘブロンの世界的な認知を求めた。
グアテマラのジミー・モラレス大統領は12月24日に大使館をエルサレムに移転する旨発表した。
数ヶ国の政府は2018年5月14日にエルサレムで開館したアメリカ大使館に反応した。日本とマレーシアは移転が更なる緊張感を招く懸念を表明した国の中にある一方、ロシアとベネズエラは既存の国際協定と矛盾した行動をとっていた。

## 抗議デモと暴力
週末の12月16日-17日、アメリカ・パキスタン・オランダ・ドイツ・レバノン・ヨルダン・オーストラリア・モンテネグロ・イラン・モロッコ・ポーランド・イギリス・ギリシャ・インドネシアの大勢の人による抗議デモが世界各地で行われた。

### イスラエルとパレスチナ

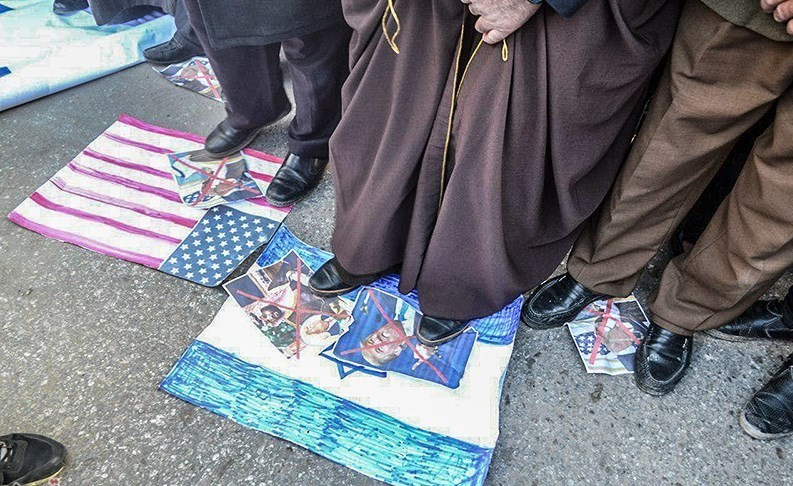
ガザ地区の抗議(2017年12月9日)

ベツレヘムでは、トランプの発表に対する抗議の意味で宗教指導者により降誕教会外のクリスマスツリーの明かりを3日間消した。ナザレは抗議の意味でクリスマスの祝会の規模を縮小、歌と踊りの公演を取り止めた。
ヨルダン川西岸・ガザ地区ではデモが生じ、2017年12月18日時点で9人のパレスチナ人が衝突で死亡している。12月8日、ガザ地区の国境付近の暴動で2人の抗議者が射殺された。抗議の際、14歳のパレスチナ人の少年がゴム弾に当たって重傷を負っている。
12月9日、ハマース所属の2人がイスラエルによるガザ地区からのロケット攻撃により死亡している。ガザ保健省は軍事施設の衝突で15人が負傷したと発表している。
12月10日、イスラエルの警備員がエルサレム中央バス停付近でパレスチナ人に刺されて重傷を負っている。12月11日、イスラエル国防軍はガザ地区からイスラエルに向けて2発のロケットが発射されたと発表した。12月12日、イスラーム聖戦所属の2人が爆発により死亡、無人機攻撃によるものだと主張されたが後にイスラエル国防軍はこれを否定、イスラーム聖戦は事故であったと主張した。
12月14日早朝、イスラエル航空宇宙軍はハマース施設3箇所を目標に3発のロケットを発射、エシュコル地域会議付近に1発着弾、ガザ地区のベイト・ハヌンの学校に2発が着弾し教室に被害が生じた。パレスチナ治安当局者によると、イスラエル軍によるハマース施設の攻撃は大きな被害を受け、軽傷者と付近の家屋の軽微な被害が報告されたと発表した。
12月14日、イスラエルとガザ地区の国境は閉鎖され、数万人のパレスチナ人と過激派がガザ地区のハマースの集会に集まった。イスラエル航空宇宙軍はケレム・シャローム越境地点とエレツ越境地点は治安状況に応じて無期限に閉鎖されるだろうと述べている。
パレスチナ保健省はイスラエル国境警備隊に攻撃した人やガザ地区の身体障害を患った抗議者含む4人のパレスチナ人が12月15日に殺害され、約400人が衝突により負傷したと発表した。
パレスチナ保健省は12月22日の衝突で2人のパレスチナ人が死亡、120人が負傷したと発表した。イスラエル航空宇宙軍は約2000人の抗議者がガザ地区の国境で兵士たちに岩を投げたりタイヤを燃やしている旨の声明を発表した。
2017年12月のガザ地区からのパレスチナのロケット発射は2014年のガザ侵攻以来の大きな攻撃となった。2018年1月1日時点でパレスチナの武装勢力によりガザ地区からイスラエルに発射したロケットは少なくとも18発を数える。イスラエルのネタニヤフ首相に応じてイスラエル国防軍はスト中のハマース施設40棟を標的にし、イスラエル国防軍ガディ・エイセンコット参謀総長により2017年12月に20発のロケットが発射された。
ガザ地区から発射されたロケットの大半はイスラエルに着弾することは無かったが、一部スデロットやアシュケロンなどの住宅地に着弾している。イスラエル国防軍はガザ地区のハマース施設を軍事目標として襲撃、はあれあは更なるロケット発射防止のためガザ地区のサラフィー主義の武装勢力を逮捕し拷問するだろうと報じている。
1月11日、イスラエル国防軍との衝突でガザ地区・ヨルダン川西岸地区でそれぞれ1人が死亡した。イスラエル国防軍はガザ地区で武装勢力の暴動により国防軍が危険にさらされていたと述べた。他の事例ではパレスチナ当局者のガッサーン・ダグフラスは何もなしに攻撃したものだと主張しているが、軍が岩で攻撃されたあと主な抗議者に銃撃を行うと述べた。トランプの宣言以来、死者17人がもたらされており、内訳はパレスチナ人が16人とイスラエル人が1人である。

### ムスリム国
トランプの発表後、イラン・ヨルダン・チュニジア・ソマリア・イエメン・マレーシア・インドネシアといった複数のイスラム教国家でデモが行われた。デモと衝突は12月10日まで続けられた。レバノンの首都ベイルートの付近ではアメリカ大使館の外でレバノンの治安部隊と衝突しており、催涙ガスや放水砲が使用された。
ヨルダンのアンマンではアメリカ大使館で数百人規模の抗議が行われ、アメリカ臨時代理大使の解雇・追放をヨルダン政府に要求したほか、インドネシアのジャカルタではアメリカ大使館外で数千人規模の抗議が行われ、モロッコの首都ラバトでは12月10日に数万人規模の抗議が行われた。
レバノンのヒズボラ議長であるハサン・ナスルッラーフは12月11日に再度パレスチナ・イスラエルに焦点を当てると述べ、アラブ諸国に対して和平交渉の放棄と新たにパレスチナでアルジャジーラを呼びかけるよう求めた。同日にベイルートではヒズボラの支持者達がパレスチナ・ヒズボラの旗を振りながらアメリカの死!イスラエルの死!と復唱していた。
アメリカの決定に対してテヘランでは数百人の保守派が集まり、アメリカは殺人鬼だ、パレスチナ人の母は子供を失っている、アメリカの死などの歌詞が含まれる音楽を演奏した。
インドネシアでは抗議が継続して10日目となる12月17日、依然として約8万人がジャカルタで承認に抗議デモを行っていた。イスラム教徒のウラマーはアメリカ製の製品のボイコットを求めた。アンワル・アッバースインドネシアウラマー評議会代表はボイコットを要求する嘆願書を読み上げた。
12月27日、イラン政府はエルサレムをパレスチナの首都として認める法案を可決した初のムスリム国となった。

### アメリカ
アメリカのイスラム教の組織の呼びかけに応じた数百人のイスラム教徒がホワイトハウス外で合同礼拝を行った。中にはパレスチナのクーフィーヤやパレスチナの旗を身に纏いながらイスラエルの東エルサレム合併やヨルダン川西岸地区の存在を非難するプラカードを持った抗議者がいた。
タイムズスクエアの7番街では数百人の親パレスチナ派の抗議者によって抗議活動が行われたほか、一部の親イスラエル派の抗議者も集まった。両者は押しあったり揉み合いの事態になったことが報告され、警察により1人が拘束された。
FacebookでISILを称賛していた元アメリカ海兵隊員は12月25日にサンフランシスコの桟橋39号でISILの影響を受けたテロ計画を立てたとして逮捕された。動機の一つに承認を挙げている。

### ヨーロッパ
オランダでは12月8日、デン・ハーグのアメリカ大使館外で抗議者により反イスラエルと親パレスチナのスローガンを復唱した。抗議者はトランプの政治的・外交的・道徳的価値観に関する決定と題した共同記者会見を行い、さらに抗議者たちはトランプはイスラム教と外国人を嫌悪しており、人種差別主義者で、人民主義談話とその周縁化に向けた行動をとっており、承認に驚きはないと述べている。
ドイツでは約1000人の反イスラエル・反米の抗議者がベルリンのブランデンブルク門にあるアメリカ大使館の外でデモを行った。12月10日、約2500人のデモ隊がベルリンのノイケルン区でダビデの星の旗を燃やした。11人が法に違反したとした逮捕された。ダビデの星を燃やした行為はドイツのアンゲラ・メルケル首相によって非難された。
イギリスでは12月10日にロンドンのアメリカ大使館外で数千人が抗議し、主催者は約3000人の抗議者が親パレスチナ派のスローガンを叫んだと主張した。抗議は他にマンチェスター・ブリストル・バーミンガム・ノッティンガム・ダブリン・ベルファスト・ロンドンデリーで行われた。
スウェーデンでは12月8日にストックホルムで抗議者によりイスラエルの国旗が燃やされた。マルメのデモ行進中、スウェーデン・ラジオはデモ参加者たちが我々はマルメからインティファーダを発表した!自由を返せ!そしてユダヤ人を撃つ!と叫んでいると報じた。
12月9日、男12人の集団がヨーテボリシナゴーグで火炎瓶を投げたが、建物内の人々は地下に隠れていたため負傷者は報告されなかった。このことは親パレスチナ派の抗議に続いた。後ほど3人が攻撃により逮捕された。スウェーデンのステファン・ロベーン首相含む政治家がこの攻撃を非難している。12月11日、マルメのユダヤ人墓地礼拝堂が未遂ながら放火の標的となっている。
ベルリンやイェーテボリ、ウィーンでの抗議ではイスラエルの死やユダヤ人を殺すなど、反ユダヤ主義の歌が復唱された。

### 他国
12月16日、ナショナルジオグラフィックチャンネルのデンマーク人のジャーナリスト2人がリーブルヴィルでアッラーフ・アクバルと叫ぶイスラム教徒によって刃物で刺されたとガボンのエチエンヌ・カビンダ・マカガ国防相が述べた。逮捕された抗議者はエルサレムをイスラエルの首都と認定したアメリカに対して複数回攻撃を行っていると警察に述べている。

## エルサレムへの大使館移転
2018年2月、アメリカ政府はエルサレムの南部アルノナ地区にあるアメリカ総領事館と合併、同年5月に大使館として開館するドナルド・トランプ大統領の計画が実行された。この動きはイスラエル独立宣言70周年に合わせて予定されていたことである。
2018年5月14日の大使館記念式典に出席したアメリカ代表者の中にはトランプの側近・当局者であるスティーブン・マヌーチン、イヴァンカ・トランプ、ジャレッド・クシュナー、ロバート・ジェフレス、ジョン・ハギーが含まれていた。
この移転の動きについて両者の議員は共に賞賛した。チャック・シューマー上院少数党院内総務はこの動きは長引くだろうと述べた。
大使館の移転は2018年ガザ地区国境抗議が拡大化する中での出来事であった。